# Liste des ministres estoniens de la Défense
Cette page donne la liste des anciens et actuel ministres estonien chargés de la Défense. Le nom exact de la fonction peut varier à chaque nomination.
II est l'un des membres les plus importants du gouvernement estonien, chargé de coordonner les politiques gouvernementales en matière de défense nationale et des forces militaires. Il est choisi par le Premier ministre.
Le poste est créé en 1918 sous le nom de ministre de la Guerre. Le poste est renommé ministre de la Défense le 1er avril 1929, mais reprend son ancien nom de ministre de la guerre en 1937. Bien que le nom du poste, et par la suite le ministère, ait été changé, les principales responsabilités du poste sont restées pratiquement inchangées.
Depuis que l'Estonie a retrouvé son indépendance en 1991, le poste est connu sous le nom de ministre de la Défense.
L'actuel ministre de la Défense est Hanno Pevkur.

## Liste des ministres

### 1918 à 1929 (Ministre de la Guerre)
| Nom                      | Prise de fonction | Départ           | Parti                            |
| Andres Larka             | 24 février 1918   | 27 novembre 1918 |                                  |
| Konstantin Päts          | 27 novembre 1918  | 8 mai 1919       |                                  |
| Otto Strandman           | 8 mai 1919        | 18 novembre 1919 | Parti travailliste estonien (en) |
| August Johannes Hanko    | 18 novembre 1919  | 28 juillet 1920  |                                  |
| Aleksander Tõnisson (en) | 28 juillet 1920   | 26 octobre 1920  |                                  |
| Ants Piip (en)           | 26 octobre 1920   | 25 janvier 1921  | Parti travailliste estonien (en) |
| Jaan Soots (en)          | 25 janvier 1921   | 2 août 1923      | Assemblées d'agriculteurs (en)   |
| Ado Anderkopp            | 2 août 1923       | 19 février 1924  | Parti travailliste estonien (en) |
| Oskar Amberg             | 26 mars 1924      | 18 octobre 1924  | Parti populaire chrétien (en)    |
| Ants Kurvits             | 11 novembre 1924  | 26 novembre 1924 |                                  |
| Jaan Soots (en)          | 16 décembre 1924  | 4 mars 1927      | Farmers' Assemblies              |
| Nikolai Reek             | 4 mars 1927       | 4 décembre 1928  |                                  |
| Mihkel Juhkam            | 4 décembre 1928   | 31 mars 1929     | Parti travailliste estonien (en) |

### 1929 à 1937 (ministre de la Défense)
| Nom                      | Prise de fonction | Départ           | Parti                            |
| Mihkel Juhkam            | 1er avril 1929    | 9 juillet 1929   | Parti travailliste estonien (en) |
| Oskar Köster             | 9 juillet 1929    | 12 février 1931  | Parti des colons (en)            |
| August Kerem             | 12 février 1931   | 19 novembre 1932 | Parti populaire estonien (en)    |
| Aleksander Tõnisson (en) | 1er novembre 1932 | 18 mai 1933      |                                  |
| August Kerem             | 18 mai 1933       | 21 octobre 1933  | Parti populaire estonien (en)    |
| Paul Lill                | 21 octobre 1933   | 28 février 1937  |                                  |

### 1937 à 1940 (ministre de la Guerre)
| Nom          | Prise de fonction | Départ          |
| Paul Lill    | 1er mars 1937     | 12 octobre 1939 |
| Nikolai Reek | 12 octobre 1939   | 21 juin 1940    |

### 1992 à aujourd'hui (ministre de la Défense)
| Ministre | Ministre | Ministre       | Intitulé               | Parti              | Début             | Fin               | Gouvernement             |
| -------- | -------- | -------------- | ---------------------- | ------------------ | ----------------- | ----------------- | ------------------------ |
|          |          | Ülo Uluots     | Ministre de la Défense | ERSP               | 18 juin 1992      | 21 octobre 1992   |                          |
|          |          | Hain Rebas     | Ministre de la Défense | Front populaire    | 21 octobre 1992   | 5 août 1993       |                          |
|          |          | Jüri Luik      | Ministre de la Défense | Union de la patrie | 23 août 1993      | 8 novembre 1994   |                          |
|          |          | Indrek Kannik  | Ministre de la Défense | Union de la patrie | 7 janvier 1994    | 23 mai 1994       |                          |
|          |          | Enn Tupp       | Ministre de la Défense | Union de la patrie | 28 juin 1994      | 17 avril 1995     |                          |
|          |          | Andrus Öövel   | Ministre de la Défense | KE                 | 17 avril 1995     | 25 mars 1999      |                          |
|          |          | Jüri Luik      | Ministre de la Défense | Union de la patrie | 25 mars 1999      | 28 janvier 2002   |                          |
|          |          | Sven Mikser    | Ministre de la Défense | KESK               | 28 janvier 2002   | 10 avril 2003     |                          |
|          |          | Margus Hanson  | Ministre de la Défense | REF                | 10 avril 2003     | 22 novembre 2004  |                          |
|          |          | Jaak Jõerüüt   | Ministre de la Défense | REF                | 22 novembre 2004  | 10 octobre 2005   |                          |
|          |          | Jürgen Ligi    | Ministre de la Défense | REF                | 8 octobre 2005    | 2 avril 2007      | Ansip I                  |
|          |          | Jaak Aaviksoo  | Ministre de la Défense | IRL                | 5 avril 2007      | 4 avril 2011      | Ansip II                 |
|          |          | Mart Laar      | Ministre de la Défense | IRL                | 5 avril 2011      | 6 mai 2012        | Ansip III                |
|          |          | Urmas Reinsalu | Ministre de la Défense | IRL                | 11 mai 2012       | 26 mars 2014      | Ansip III                |
|          |          | Sven Mikser    | Ministre de la Défense | SDE                | 26 mars 2014      | 14 septembre 2015 | Rõivas I et II           |
|          |          | Hannes Hanso   | Ministre de la Défense | SDE                | 14 septembre 2015 | 23 novembre 2016  | Rõivas II                |
|          |          | Margus Tsahkna | Ministre de la Défense | IRL                | 23 novembre 2016  | 12 juin 2017      | Ratas I                  |
|          |          | Jüri Luik      | Ministre de la Défense | IRL                | 12 juin 2017      | 26 janvier 2021   | Ratas I et II            |
|          |          | Kalle Laanet   | Ministre de la Défense | ERE                | 26 janvier 2021   | 18 juillet 2022   | Kallas I                 |
|          |          | Hanno Pevkur   | Ministre de la Défense | ERE                | 18 juillet 2022   | En fonction       | Kallas II, III et Michal |